# Комо (озеро)
Ко́мо (итал. Lago di Como), реже Ла́рио (Lario, от лат. Larius lacus, тж. лат. Comacenus lacus, ломб. Lagh de Com) — третье по величине озеро Италии (длина — 47 км, ширина — до 4 км), одно из самых глубоких в Европе (до 410 м). Расположено в 40 км к северу от Милана на высоте 199 м в оправе известняковых и гранитных гор высотой до 600 м с юга и 2400 м с севера. Состоит из трёх рукавов длиной от 26 км. Питается рекой Адда. Берёт название от прибрежного города Комо.
У древнеримских авторов озеро упоминается под названием Lacus Lārius, а у Полибия в греческом варианте Λάριος. Название Ларио имеет долатинское происхождение. Лингвист Альфредо Тромбетти утверждал, что оно происходит от праиндоевропейского корня *lar-, означающего «углублённое место». В Средние века озеро стало известно как lacus commacinus или comensis, позже под именем Como.
Господствующие ветра — брева, южный ветер, обыкновенно дующий днем до вечера, и тивано, или северный ветер, дующий ночью и ранним утром. Берега озера покрыты буйной растительностью, среди которой преобладают виноградные лозы, смоковница, гранатовое дерево, олива, каштан, олеандр, лавр, кипарис, мирта, и др. Растительность, защищённая Альпами, носит гораздо более яркий южный отпечаток, чем флора Ломбардской долины.
На озере развиты рыболовство, разведение форели, сига, карпа, а также судоходство и туризм. Традиционное занятие прибрежных обитателей — шелководство и шелкопрядение.
По берегу рассыпаны живописные городки и деревеньки — Комо, Льерна, Лекко, Черноббьо, Лальо, Колико, Белладжо, Менаджо, Варенна и др. Единственный на озере остров — Комачина.
Вергилий называл Комо величайшим озером Италии, а Плиний Младший, родившийся на его берегу, творил на двух приозёрных виллах, прозванных им «Трагедия» и «Комедия».
В эпоху классицизма, на рубеже XVIII и XIX веков, берега озера украсились многочисленными виллами с элегантными парками и интерьерами; наиболее известны вилла Балбьянелло, вилла Карлотта, вилла Мельци, вилла Ольмо (владение маркиза Одескальки), а также вилла д'Эсте, перестроенная в гранд-отель из резиденции Каролины Великобританской. На «святой горе» Оссуччо — четырнадцать барочных часовен, построенных между 1635 и 1710 годами.
Красоты озера можно видеть во многих голливудских фильмах: «Звёздные войны. Эпизод II: Атака клонов» «Двенадцать друзей Оушена», «Казино Рояль», «Месяц у озера» и др.